# For Queen and Country
For Queen and Country is een Britse film uit 1988 geregisseerd door Martin Stellman. De hoofdrollen worden vertolkt door Denzel Washington en Dorian Healy.

## Verhaal
Reuben James is een Britse soldaat die zich liet inlijven in het Brits leger om van de miserie van Londen te ontsnappen. Hij vecht mee in de Falklandoorlog en wordt gekroond als een held. Zes jaar later verlaat hij het leger en keert terug naar het burgerlijk leven in Londen. Maar hij wordt niet onthaald als een held en niemand geeft erom dat hij in het leger zat en veel van zijn vrienden zitten in misdaadkringen. Hij zit dus terug in de miserie van vroeger met verwoestende gevolgen.

## Rolverdeling
| Acteur            | Personage     |
| ----------------- | ------------- |
| Denzel Washington | Reuben James  |
| Dorian Healy      | Tony aka Fish |
| Sean Chapman      | Bob Harper    |
| Graham McTavish   | Lieutenant    |
| Geff Francis      | Lynford       |
| Frank Harper      | Mickey        |
| Craig Fairbrass   | Challoner     |
| Michael Bray      | Bryant        |
| George Baker      | Kilcoyne      |
| Bruce Payne       | Colin         |

## Prijzen en nominaties
- 1989 - Cognac Festival du Film Policier
  - Gewonnen: Audience Award (Martin Stellman)
  - Gewonnen: Beste acteur (Denzel Washington)